# Нкхаси, Намакое
Намакое Нкхаси (сесото Namakoe Nkhasi; род. 10 января 1993) — лесотский легкоатлет, специалист по бегу на длинные дистанции и марафону. Выступает на профессиональном уровне с 2012 года, член национальной сборной Лесото, бронзовый призёр чемпионата Африки, победитель ряда крупных международных стартов на шоссе, действующий рекордсмен страны на дистанциях 5000 и 10 000 метров, участник летних Олимпийских игр в Рио-де-Жанейро.

## Биография
Намакое Нкхаси родился 10 января 1993 года.
С 2012 года активно участвовал в различных коммерческих стартах в Южной Африке, как на шоссе, так и на дорожке.
В 2016 году одержал победу на Two Oceans Marathon в зачёте полумарафона. Попав в основной состав лесотской сборной, выступил на чемпионате Африки в Дурбане, где финишировал шестым в беге на 5000 метров и завоевал бронзовую награду в беге на 10 000 метров, при этом в обоих случаях установил ныне действующие национальные рекорды Лесото — 13:21.68 и 28:06.33 соответственно. Благодаря череде успешных выступлений удостоился права защищать честь страны на летних Олимпийских играх в Рио-де-Жанейро — на предварительном квалификационном этапе дисциплины 5000 метров показал время 13:41.92, чего оказалось недостаточно для выхода в финал.
В 2017 году вновь выиграл полумарафон в рамках Two Oceans Marathon, стал восьмым на Инчхонском международном марафоне.
В 2021 году с личным рекордом 2:19:21 занял 31-е место на Кейптаунском марафоне.
В 2022 году на соревнованиях ABSA RYC Durban 10k установил ныне действующий национальный рекорд Лесото в беге на 10 км — 27:52. Также в этом сезоне в рамках забега Nelson Mandela Bay Half Marathon показал свой лучший результат в полумарафоне — 1:01:01.